# رينالدو لوبيز
رينالدو لوبيز هو لاعب كرة قاعدة دومينيكاني، ولد في 4 يناير 1994 في سان بيدرو دي ماكوريس في جمهورية الدومينيكان.

## وصلات خارجية
- رينالدو لوبيز على موقع دوري كرة القاعدة الرئيسي (الإنجليزية)
- رينالدو لوبيز على موقعبيزبول رفرنس.كوم (الدوري الرئيسي) (الإنجليزية)
- رينالدو لوبيز على موقعبيزبول رفرنس.كوم (الدوري الثانوي) (الإنجليزية)
- رينالدو لوبيز على موقع إي إس بي إن.كوم (أم.أل.بي) (الإنجليزية)
- رينالدو لوبيز على موقع مشجعي الرسوم البيانية (الإنجليزية)